# 在クリチバ日本国総領事館
在クリチバ日本国総領事館（ポルトガル語: Consulado Geral do Japão em Curitiba、英語: Consulate-General of Japan in Curitiba）は、ブラジル南部の主要都市クリチバに設置されている日本の総領事館である。2023年12月より、三井靖広が総領事を務めている。
2018年10月1日時点で管轄区域内の在留邦人数は4460人となっており、これは在外公館別で第58位、ブラジルでは在サンパウロ日本国総領事館に次いで第2位である。

## 沿革
- 1940年、皇紀2600年という節目の年に在クリチバ日本帝国領事館（ポルトガル語: Consulado do Japão em Curitiba、英語: Consulate of Japan in Curitiba）が開設される[3]、初代領事は小峰俊一[4]
- 1942年1月19日、大日本帝国とブラジルの国交が断絶され、在クリチバ日本帝国領事館を含む在ブラジル日本公館が閉鎖される[5]
- 1945年6月6日、ブラジルが大日本帝国に宣戦布告する[5]
- 1945年8月15日、第二次世界大戦の敗戦により大日本帝国が崩壊[6]
- 1952年4月28日、サンフランシスコ平和条約の発効により日本国が独立、ブラジルも同条約締結国のうちの一国[7]
- 1980年3月31日、在クリチバ日本国総領事館を開設することが定められる[8]

## 所在地
Edifício Centro Comercial Itália, Rua Marechal Deodoro, 630 - 18º andar - Cj. 1804, CEP 80010-010 Curitiba - PR

## 管轄地域
パラナ州、サンタカタリーナ州及びリオグランデ・ド・スル州を管轄。